# TamaTech

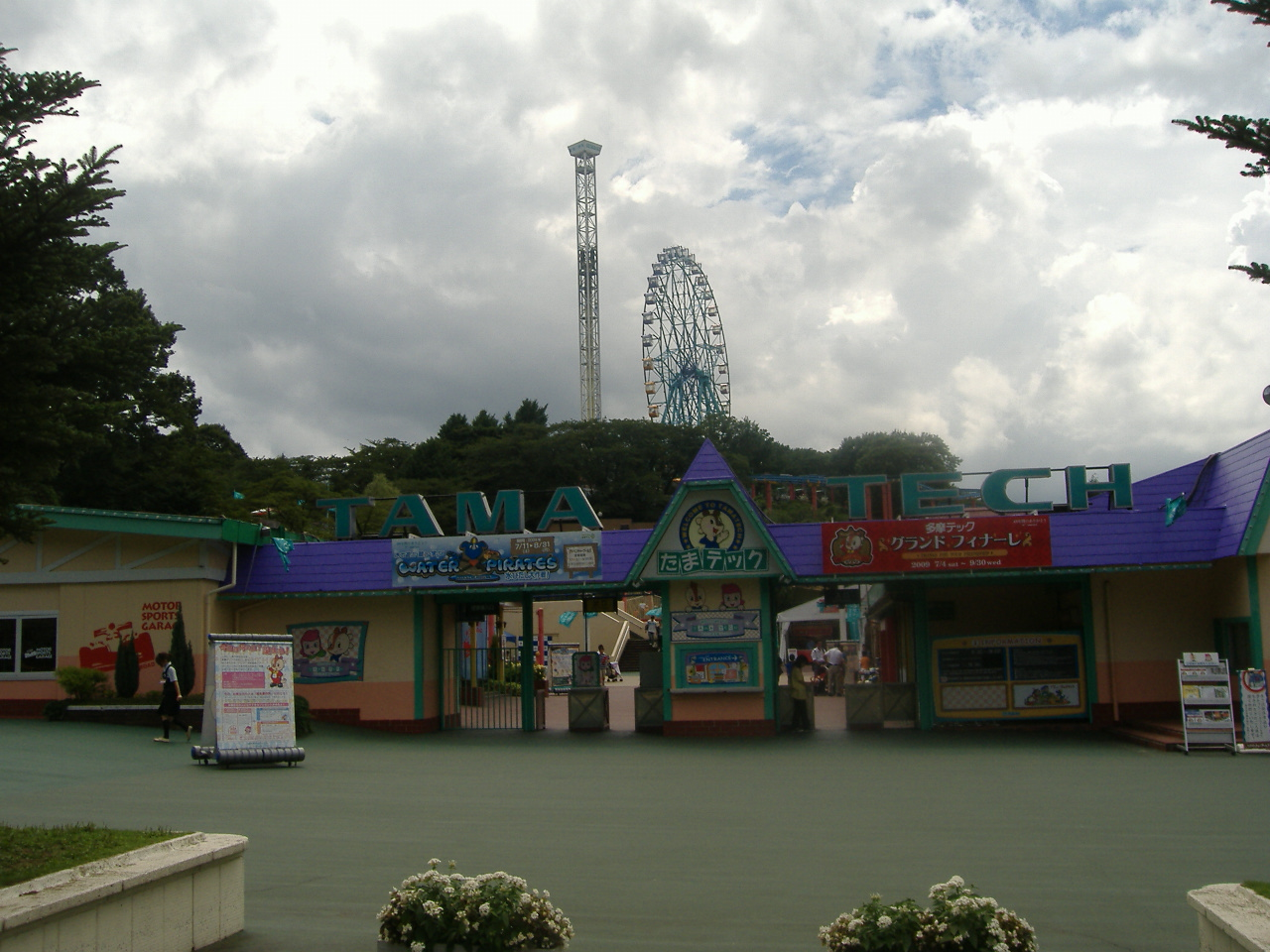
Eingangsbereich (2009)

TamaTech oder Tama Tech (jap. 多摩テック tamatekku) ist ein ehemaliger Freizeitpark in der zur Präfektur Tokio gehörigen Stadt Hino. 

## Geschichte
Der Park wurde ab 1961 maßgeblich von Sōichirō Honda in der Nähe des Flusses Tama aufgebaut, um der japanischen Gesellschaft etwas dem amerikanischen Disney-Land Vergleichbares zu bieten. Er stand ganz im Zeichen der Motorisierung und des Motorsports. Eine Vielzahl verschiedener Fahrzeuge stand für jung und alt zur Verfügung. Besonders berühmt wurde der sogenannte „Monkey-Ride“ auf einem Honda Z100-Motorroller, aus dem später das Zweirad „Honda Monkey“ und dessen Nachfolgemodelle Honda CZ100, Z50M, Z50A, Z50Z und Z50J hervorgingen.
Am 30. September 2009 wurde der Freizeitpark nebst den zugehörigen Bade- und Kureinrichtungen geschlossen.